# Вільям Вайлд
Сер Вільям Роберт Віллс Вайлд (англ. Sir William Robert Wills Wilde) — ірландський отоларинголог та офтальмолог, автор важливих праць на тему медицини, а також археології й фольклору, зокрема його рідної Ірландії. Батько Оскара Вайлда.

## Біографія
Народився у березні 185 року в Кілківіні поблизу міста Касрея, графство Роскоммон. Наймолодший з трьох синів та двох дочок відомого місцевого лікаря Томаса Віллса Вайлда та його дружини Амелії Флінн. Спочатку навчався в Ельфінській єпархіальній школі, графство Роскоммон. 1832 року став асистентом Абрагама Коллеса, видатного ірландського хірурга тих часів, у Лікарні доктора Стівенса в Дубліні. Його також навчали хірурги Джеймс К'юсак, сер Філіп Кремптон та лікар сер Генрі Марш. Вайлд також навчався у приватній шанованій школі анатомії, медицини та хірургії в Парк Стріт (згодом Лінкольн Плейс), Дублін. 1837 року здобув медичний ступінь у Королівському коледжі хірургів в Ірландії. Цього ж року Вайлд вирушив у восьмимісячну подорож до Святої землі разом із пацієнтом, з яким відвідав численні міста та острови по всьому Середземномор'ї. На борт корабля «Крусейдер» викидалися фоцени, що дало Вайлду змогу зробити їхній розтин і все занотувати, щоб згодом видати двотомну книгу про цих істот. Крім того, Вайлд побував в Єгипті, де в одній з гробниць знайшов муміфіковані решки карлика і врятував його тулуб, забравши його до Ірландії. Також колекціонував бальзамованих ібісів.
Повернувшись в Ірландію, Вайлд опублікував статтю в Журналі Дублінського університету, пропонуючи, щоб Голки Клеопатри переправили до Англії (1878 року одну з них перевезли до Лондона, а 1800 року ще одну переправили до Центрального Парку в Нью-Йорку). 1873 року здобув Каннінгемську золоту медаль, яку вручала Ірландська королівська академія.

## Визнання
Вайлд керував власною лікарнею, Офтальмологічною лікарнею святого Марка для лікування очних та вушних хвороб (Дублін), а також працював постійним окулістом королеви Вікторії. У певний період своєї кар'єри, Вайлд виконав хірургічну операцію для батька відомого драматурга Джорджа Бернарда Шоу.
Вайлд успішно займався лікуванням хворих з допомогою свого сина Генрі Вілсона, який навчався в Дубліні, Відні, Гайдельберзі, Берліні та Парижі. Вілсонова присутність дала йому змогу подорожувати та відвідати Скандинавію, де отримав почесне звання в Уппсалі й зустрівся з Андерсом Ретціусом. Карл XV вручив йому Орден Полярної зірки. 1853 року його назначили постійним хірургом-окулістом королеви Ірландії, посада, створена спеціально для нього. 
28 січня 1864 року на церемонії в Дублінському замку його посвятили у лицарі (більш за його участь у створенні перепису, аніж за його медичні досягнення). 1845 року став редактором Ірладндського медичного журналу, до якого написав багато статей.

## Одруження та діти
1851 року одружився з поетесою Джейн Ілджі, яка писала під псевдонімом Сперанза. Пара мала двох синів: Віллі та Оскара, а також дочку Ізолу, яка померла у свої дитячі роки.
Крім того, сер Вільям Вайлд був батьком трьох позашлюбних дітей, народжених ще до одруження: Генрі Вільсон (н. 1838), Емілі та Мері Вайлд (н.1947 і н. 1949). Сер Вільям визнавав батьківство своїх позашлюбних дітей і забезпечив їх доброю освітою. Емілі та Мері померли 1871 року, коли їхнє гелловінське вбрання випадково зайнялось вогнем.
У 1855—1876 роках жив за адресою Мерріон Сквер № 1, нині головний корпус Американського коледжу Дубліна.

## Скандал
1864 року перебував у центрі скандалу, коли молода жінка Мері Траверс, дочка одного з його приятелів і давня пацієнтка, заявила, що Сер Вільям 1862 року скористався хлороформом і зґвалтував її.

## Смерть
Помер 19 квітня 1876 року у віці 61 року. Похований на цвинтарі Маунт Джером у Дубліні.